# ۱۰۹۱ (میلادی)
۱۰۹۱ (میلادی) هزار و نود و یکمین سال تقویم میلادی است.

## درگذشتگان
‎